# 子熊物語
『子熊物語』（こぐまものがたり、原題：L'Ours/The Bear）は、1988年制作のフランス映画。ジャン＝ジャック・アノー監督。
ロッキー山脈を舞台に、母親を亡くした1匹の子熊が、ハンターによって傷つけられた雄熊や人間との交流を通して成長してゆく姿を描いたドラマ映画。

## スタッフ
- 監督：ジャン＝ジャック・アノー
- 製作：クロード・ベリ
- 脚本：ジェラール・ブラッシュ
- 原作：ジェームズ・オリヴァー・カーウッド
- 撮影：フィリップ・ルースロ
- 音楽：フィリップ・サルド

## キャスト
| 役名             | 俳優                 | 日本語吹き替え | 日本語吹き替え | 日本語吹き替え |
| 役名             | 俳優                 | VHS版          | TBS版          |                |
| ---------------- | -------------------- | -------------- | -------------- | -------------- |
| トム（ハンター） | チェッキー・カリョ   | 大滝進矢       | 千田光男       |                |
| ビル（ハンター） | ジャック・ウォーレス | 藤本譲         | 内海賢二       |                |
| 犬を連れた男     | アンドレ・ラコンブ   |                |                |                |
| 動物             |                      |                |                |                |
| ユーク           | 子熊                 |                |                |                |
| バート           | コディアックヒグマ   |                |                |                |

- TBS版 - 初放送1991年3月27日 『水曜ロードショー』

## 備考
- 本作に登場するヒグマのバート（Bart the Bear）は『ホワイトファング』、『沈黙の要塞』、『レジェンド・オブ・フォール/果てしなき想い』、『ザ・ワイルド』等、多くの映画・テレビドラマに出演した、アメリカでは有名な動物タレントであった。バートは2000年、癌で23歳で死亡した[2]。
- この映画のメイキング番組「大自然の中で/『子熊物語』ロケ現場から」がフランスのテレビ局によって制作され、日本ではNHKで放送された。

## 受賞
第14回セザール賞（1989年）
- 監督賞（ジャン＝ジャック・アノー）
- 編集賞（ノエル・ボワッソン）

## 文献

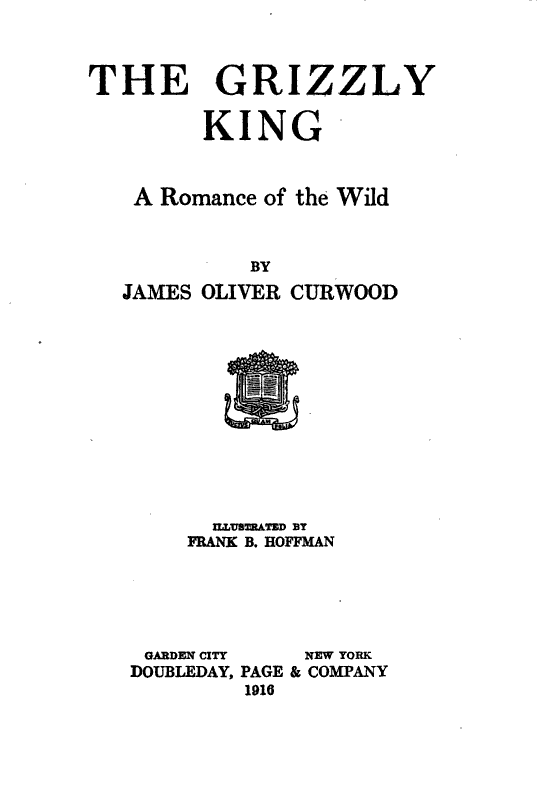
原作となったジェームズ・オリヴァー・カーウッドの著書The Grizzly King: A Romance of the Wild

- Curwood, James Oliver. The Grizzly King: A Romance of the Wild. New York: Doubleday, Page & Co., 1916.